# Phaurolestes
Phaurolestes is een geslacht van wantsen uit de familie van de Reduviidae (Roofwantsen). Het geslacht werd voor het eerst wetenschappelijk beschreven door Ernst Evald Bergroth in 1913.

## Soorten
Het genus is monotypisch en bevat alleen de volgende soort:

- Phaurolestes pusus Bergroth, 1913